# Federico Mori
Pour les articles homonymes, voir Mori.

a Compétitions nationales et continentales officielles uniquement.

b Matchs officiels uniquement.
Dernière mise à jour le 16 mai 2025.
Federico Mori, né le 13 octobre 2000 à Cecina en Toscane, est un joueur international italien de rugby à XV. Il joue au poste de centre ou d'ailier à l'Aviron bayonnais en Top 14 depuis 2023.

## Biographie
Federico Mori naît le 13 octobre 2000 à Cecina, dans la province de Livourne. Son oncle Fabrizio Mori a été champion du monde du 400 mètres haies. De huit à quinze ans, il se forme au club de Livourne, puis rejoint la franchise des FTGI Granducato Livorno Rugby : sous cette bannière il dispute deux finales nationales avant ses 18 ans.
Pour sa première année en professionnel, en 2019, il porte les couleurs de Calvisano et est rapidement sélectionné par la franchise des Zebres avec laquelle il dispute le championnat de Pro14.
En octobre 2020 il est sélectionné en équipe nationale italienne senior : il entre sur le terrain contre l'Irlande le 23 octobre.
En juillet 2021, il s'engage pour deux saisons à l'Union Bordeaux Bègles. À la fin de la saison 2022-2023, il quitte l'UBB pour rejoindre l'Aviron bayonnais où il signe un contrat de trois ans.
En mai 2023, il est sélectionné avec l'Italie dans un groupe de 46 joueurs pour préparer la Coupe du monde 2023.
En janvier 2024, il est convoqué pour le Tournoi des Six Nations.